# Rudolf Streuli
Rudolf Streuli (* 28. April 1871 in Wädenswil, Bezirk Horgen, Kanton Zürich; † 9. Januar 1943 in der Gemeinde Horgen), heimatberechtigt in Horgen, war ein Schweizer Politiker der Bauernpartei und später der Bauern-, Gewerbe- und Bürgerpartei (BGB), der unter anderem 1920/21 als Präsident des Kantonsrates, des Parlaments des Kantons Zürich, fungierte. Er war zudem von 1922 bis 1929 Mitglied des Nationalrates für den Kanton Zürich und ferner zwischen 1926 und 1937 Regierungsrat sowie zwei Mal (1930/31 und 1935/36) Präsident des Regierungsrates des Kantons Zürich.

## Leben
Rudolf Streuli, Sohn des Landwirts Johann Rudolf Streuli und der Barbara Ryf, war ebenfalls als Landwirt tätig und gehörte von 1904 bis 1919 dem Gemeinderat der Gemeinde Horgen an, deren Gemeindepräsident er zugleich zwischen 1907 und 1919 war. 1910 wurde er für die Bauernpartei (BP) zudem Mitglied des Kantonsrates, des Parlaments des Kantons Zürich, und gehörte diesem bis 1926 an. Nachdem er zwischen dem 6. Mai 1918 und dem 4. Mai 1919 2. Vizepräsident sowie vom 5. Mai 1919 bis zum 9. Mai 1920 1. Vizepräsident des Kantonsrates gewesen war, fungierte er zwischen dem 10. Mai 1920 und dem 1. Mai 1921 als Präsident des Zürcher Kantonsparlaments. Daneben war er 1919 Gründer und bis 1943 auch Präsident des Zürcher Holzproduzentenverbandes sowie zeitweise Vizepräsident des Nordostschweizerischen Milchverbands und Präsident der Schweizerischen Propagandazentrale für Erzeugnisse der schweizerischen Landwirtschaft.
Streuli, der von 1920 bis 1926 Präsident der Bauernpartei des Kantons Zürich war, wurde bei den Schweizer Parlamentswahlen am 29. Oktober 1922 erstmals zum Mitglied des Nationalrates gewählt und vertrat im Schweizer Nationalrat nach seinen Wiederwahlen am 25. Oktober 1925 und am 28. Oktober 1928 zwischen dem 4. Dezember 1922 und dem 1. Juni 1929 den Nationalratswahlkreis Zürich. 1926 wurde er Regierungsrat und bekleidete dieses Amt bis 1937. Er war als Mitglied der Kantonsregierung zwischen 1926 und 1937 durchgängig Vorsteher der Volkswirtschaftsdirektion. Während seiner Mitgliedschaft im Regierungsrat bekleidete er zwei Mal das Amt des Präsidenten des Regierungsrates des Kantons Zürich. Als Nachfolger von Oskar Wettstein wurde er am 1. Mai 1930 erstmals Präsident und bekleidete das Amt bis zum 30. April 1931, woraufhin Rudolf Maurer ihn ablöste. Am 1. Mai 1935 übernahm er von Karl Hafner zum zweiten Mal das Amt als Regierungspräsident und verblieb auf diesem Posten bis zu seiner abermaligen Ablösung durch Rudolf Maurer am 1. Mai 1936.
1937 fungierte Rudolf Streuli, der zuletzt Mitglied der Bauern-, Gewerbe- und Bürgerpartei (BGB) war, als Vorsitzender des Organisationskomitees für die Schweizerische Landesausstellung 1939 («Landi 39»). Am 15. November 1937 trat er von dieser Funktion sowie als Regierungsrat aufgrund von fehlerhaften Projektabrechnungen im kantonalen Meliorationsamt und einem drohenden Gerichtsverfahren zurück. Das Bezirksgericht Zürich befand ihn später wegen Amtspflichtverletzung schuldig und verurteilte ihn zu einer Freiheitsstrafe von drei Wochen Gefängnis bedingt und zugleich zu einer Busse von 300'000 Schweizer Franken.
Er war seit 1905 mit Emma Streuli, Tochter des Landwirts Rudolf Streuli, verheiratet. 

## Hintergrundliteratur
- Stefan G. Schmid: Die Zürcher Kantonsregierung seit 1803. 2003.
- Hans Stünzi: Unsere Gemeindepräsidenten und ihre Zeit. Auch eine Geschichte kommunalpolitischer Leuchttürme aus der Gemeinde Horgen. Horgen 2021, S. 38–53.